# Dendrodoa abbotti
Dendrodoa abbotti is een zakpijpensoort uit de familie van de Styelidae. De wetenschappelijke naam van de soort is voor het eerst geldig gepubliceerd in 1984 door Newberry.